# Zhao Xintong
Zhao Xintong, né le 3 avril 1997 à Xi'an, est un joueur de snooker professionnel chinois.
Sa carrière est principalement marquée par une victoire au championnat du Royaume-Uni 2021, qui n'est autre que son premier titre de triple couronne et premier titre en carrière. Ce succès lui permet de devenir le troisième joueur chinois à intégrer le top 10 mondial, après Ding Junhui et Yan Bingtao. Quelques semaines après cette performance, il s'adjuge un nouveau titre de classement au Masters d'Allemagne.
Il est relégué du circuit professionnel en 2023, en raison de son implication dans une affaire de matchs truqués incluant dix joueurs chinois. Sa suspension prenant fin le 1er septembre 2024, il peut revenir sur le circuit secondaire. Parti des qualifications, il remporte le championnat du monde 2025, devenant à la fois le premier joueur amateur et le premier joueur asiatique titré dans la compétition.

## Carrière

### Des débuts très prometteurs (2012-2015)
Zhao Xintong dispute ses premiers tournois professionnels en 2012. Alors âgé de 15 ans, il domine deux joueurs professionnels lors de l'Open de Zhangjiagang et emmène en manche décisive le no 8 mondial de l'époque, Stephen Lee. La même année, au championnat international, il défait le champion du monde 1997, Ken Doherty et s'incline de justesse contre le no 12 mondial de l'époque, Matthew Stevens. Ses victoires encourageantes se répètent puisque la même saison, il bat également Jamie Cope (27e mondial) au tour préliminaire de l'Open de Chine et Andrew Higginson (18e mondial) à l'Open mondial, une fois de plus en match préliminaire. 
L'année suivante, Zhao reçoit une nouvelle invitation pour le championnat international et domine la légende Steve Davis en match préliminaire (6-1). Davis dit de lui après le match : « Ce garçon est étonnamment bon et meilleur que quiconque que j'ai jamais vu à cet âge, et cela inclut Ronnie O'Sullivan ! ». Cependant, il ne s'arrête pas là et parvient à filer jusqu'en huitième de finale de la compétition en étrillant le récent finaliste du championnat du monde, Barry Hawkins, sur le même score que Davis.
En 2014, Zhao continue de faire parler de lui en dominant Marco Fu (no 8 mondial) au Masters de Shanghai et en allant jusqu'en huitième de finale du classique de Wuxi, où il est seulement battu par Shaun Murphy. Par ailleurs, il manque de peu de passer professionnel pour la saison 2014-2015, s'inclinant en finale du championnat du monde amateur contre son compatriote Zhou Yuelong (8-4). Il s'y incline une nouvelle fois deux ans plus tard, face à Pankaj Advani.

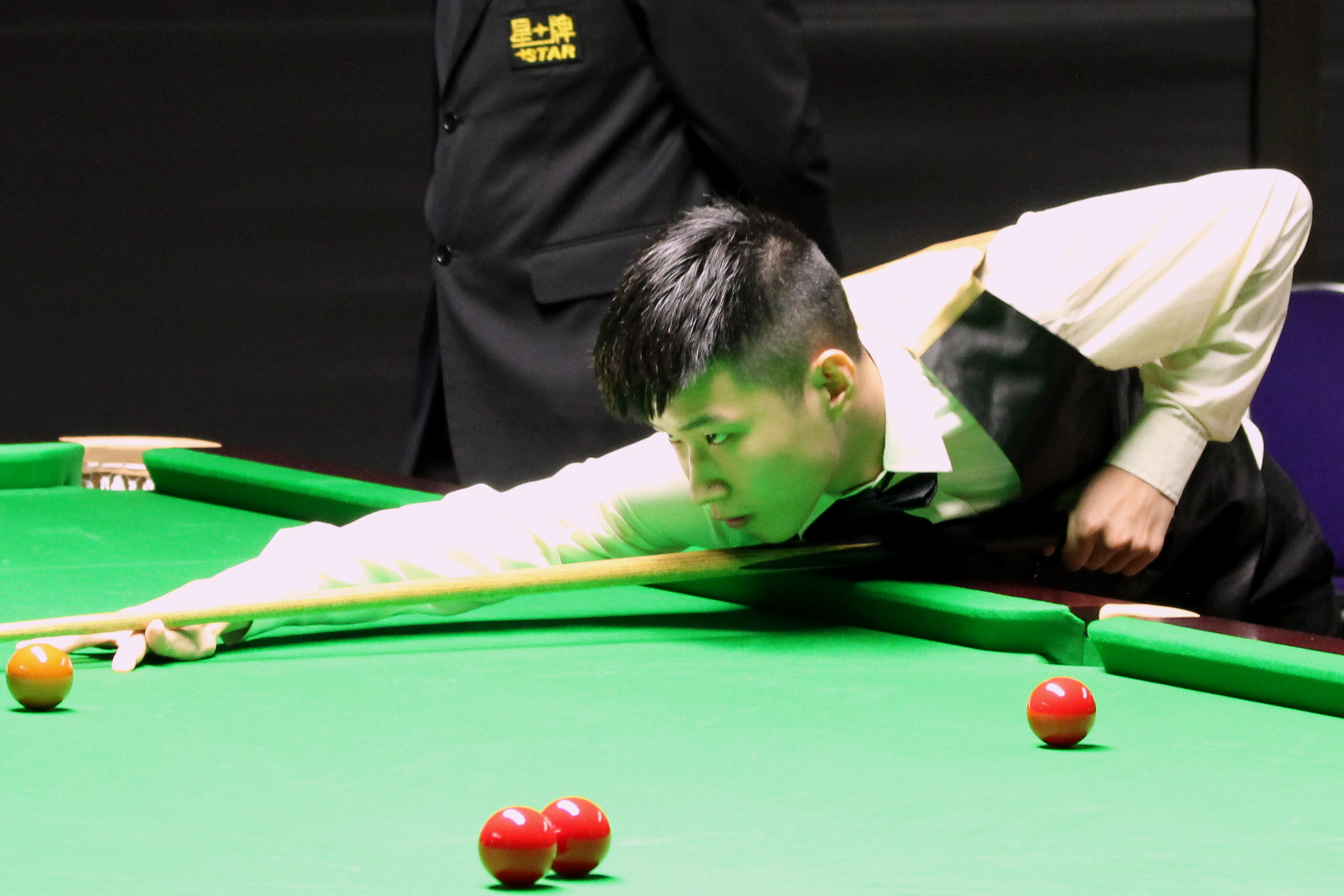
Zhao Xintong au classique Paul Hunter 2016.

### Premières années chez les professionnels et révélation (2016-2020)
Xintong accède au circuit professionnel avec un peu de chance puisqu'il récupère le billet de Pankaj Advani qui a été contraint de décliner l'invitation qui lui a été faite. Dès sa première année, il est remarqué, punissant Ronnie O'Sullivan avec deux centuries dans un match à l'Open d'Angleterre, match qu'il finit par perdre en manche décisive. Plus tard dans la saison, il se qualifie pour le Masters d'Allemagne en écrasant John Higgins (5-1) et manque de peu de rejoindre un premier quart de finale en tournoi, s'inclinant de justesse contre Ali Carter.
Zhao Xintong se révèle réellement lorsqu'il atteint la demi-finale du championnat de Chine 2018, après des victoires contre Mark Williams et Barry Hawkins, notamment. Après une belle bataille, il est éliminé par Mark Selby (6-4). À l'Open du pays de Galles, il s'incline seulement en quart de finale. En fin de saison, il se qualifie pour la première fois au championnat du monde et mène la vie dure à Selby, menant notamment 5-1. Il finit toutefois par s'incliner sur le score de 10-7.
Les deux saisons suivantes de Zhao sont ponctuées par des quarts de finale au Masters d'Allemagne 2020 et au Grand Prix mondial 2020, ainsi que par une bonne régularité qui lui permet d'intégrer le top 32 mondial et de finir la saison 2020-2021 au rang no 26 du classement. À l'occasion d'un magazine pour Eurosport, Ronnie O'Sullivan, Stephen Hendry et Alan McManus annoncent une percée fulgurante de Zhao dans les prochaines années.

### Premiers titres majeurs (2021-2022)
Lors du championnat du Royaume-Uni 2021, Zhao décroche son premier succès majeur, après avoir dominé des joueurs comme Thepchaiya Un-Nooh (6-5), John Higgins (6-5), Jack Lisowski (6-2), Barry Hawkins (6-1) et Luca Brecel en finale, sur le score de 10 manches à 5. Cette victoire lui permet d'entrer dans le top 10 et de se qualifier pour son premier Masters. Zhao poursuit sur sa lancée et s'adjuge le Masters d'Allemagne 2022. Il écarte Judd Trump en quarts de finale 5-1, puis étrille son ami et compatriote Yan Bingtao en finale sur le score de 9 manches à 0. Il devient par ailleurs le troisième joueur de l'histoire à infliger un tel score en finale, après Neil Robertson et Steve Davis. Il intègre aussi le top 8 mondial, devenant seulement le deuxième joueur chinois à se propulser à un tel classement. En avril, il remporte son premier match au championnat du monde, avant d'être battu par Stephen Maguire au tour qui suit.

### Suspension (2023-2024)
En janvier 2023, Zhao est suspendu par l'instance dirigeante du sport, dans le cadre d'une enquête sur des matchs truqués, puis accusé d'avoir participé à des matchs truqués sur le World Snooker Tour et d'avoir parié sur le snooker. Les audiences d'un tribunal disciplinaire indépendant ont débuté en mai 2023 et, le 6 juin 2023, il a été condamné à une suspension de 20 mois jusqu'au 1er septembre 2024, mais n'a été privé d'aucun résultat ni d'aucun prix.

### Retour à la compétition (2024-2025)

#### Performances sur le circuit secondaire
Zhao Xintong reprend sa carrière sur le circuit secondaire amateur (Q Tour), lui qui espère rapidement retrouver sa place sur le circuit professionnel. Dès son deuxième tournoi de reprise, en Suède, le Chinois sort victorieux, réussissant au passage le premier break royal de sa carrière et le premier du circuit Q Tour,. Zhao réitère lors de l'épreuve suivante organisée à Manchester, réalisant un nouveau 147 dans sa course vers le titre. Il s'adjuge un troisième titre consécutif sur l'épreuve organisée à Vienne en fin d'année. En remportant un quatrième titre d'affilée, le jeune chinois sécurise son retour sur le circuit principal pour la saison 2025-2026. Ces résultats lui permettent également d'être convié à deux tournois du circuit professionnel (championnat du Royaume-Uni et championnat du monde). 

#### Sacre au championnat du monde
À Sheffield, il parvient à s'extraire des qualifications du championnat du monde, après avoir dû disputer quatre tours,. Dans le tableau principal, Zhao élimine d'abord le finaliste de l'édition précédente, Jak Jones, sur le score de 10-4. Il doit ensuite se heurter à deux joueurs issus des qualifications, Lei Peifan et Chris Wakelin, qu'il élimine avec autorité,. Accédant pour la première fois de sa carrière à la « table unique », le Chinois parvient à écraser son mentor Ronnie O'Sullivan (17-7). En finale, il est opposé au triple champion du monde, en la personne de Mark Williams. Zhao domine les débats d'entrée de jeu et termine la première session avec une avance de six manches. Bien qu'il parvienne à maintenir son avantage ensuite, le Gallois de cinquante ans réalise une bonne entame dans la dernière séquence. Malgré un retour de Williams de 8-17 à 12-17, Xintong réalise un dernier break efficace, le propulsant au palmarès du tournoi. 

### Confirmation
Grâce à ses performances l'année précédente, Zhao Xintong accède au 11e rang du classement mondial de début de saison 2025-2026.

## Records
Avec son titre de champion du monde 2025, Zhao Xintong rentre dans l'histoire du snooker. Il devient ainsi le cinquième joueur non britannique à s'imposer au Crucible (après Cliff Thorburn, Ken Doherty, Neil Robertson et Luca Brecel). Surtout, il offre un premier titre mondial à la Chine, neuf ans après la première finale pour un joueur de ce pays (réalisée par Ding Junhui). Il devient également le premier amateur champion du monde.

## Résultats dans les tournois de latriple couronne
| Tournois                   | 2015- 2016 | 2016- 2017 | 2017- 2018 | 2018- 2019 | 2019- 2020 | 2020- 2021 | 2021- 2022 | 2022- 2023 | 2023- 2024 | 2024- 2025 | 2025- 2026 | V/D |
| -------------------------- | ---------- | ---------- | ---------- | ---------- | ---------- | ---------- | ---------- | ---------- | ---------- | ---------- | ---------- | --- |
| Classement mondial         | N.C.       | N.C.       | 72         | N.C.       | 59         | 29         | 26         | 6          | N.C.       | N.C.       | 11         | —   |
| Championnat du Royaume-Uni | 1T         | 2T         | 2T         | 1T         | 3T         | 2T         | V          | 1T         | A          | 1T         |            | 1/9 |
| Masters                    | A          | A          | A          | A          | A          | A          | 1T         | A          | A          | A          |            | 0/1 |
| Championnat du monde       | DQ         | DQ         | DQ         | 1T         | A          | DQ         | 2T         | A          | A          | V          |            | 1/3 |

| Légende | Légende                   | Légende | Légende                    |
| ------- | ------------------------- | ------- | -------------------------- |
| V       | Victoire                  | F       | Défaite en finale          |
| DF      | Défaite en demi-finale    | QF      | Défaite en quart de finale |
| XT      | Défaite au tour X         | NQ      | Non qualifié               |
| DQ      | Défaite en qualifications | F       | Forfait                    |

## Palmarès
| Légende | Catégorie                        | Titres                         | Finales                        |
|         | Tournois classés                 | 3                              | 0                              |
|         | Tournois non classés             | 0                              | 0                              |
|         | Tournois pro-am                  | 1                              | 0                              |
|         | Tournois par équipes             | 1                              | 1                              |
|         | Tournois du circuit du challenge | 4                              | 0                              |
|         | Tournois amateurs                | 0                              | 2                              |
| Gras    | Tournois de la triple couronne   | Tournois de la triple couronne | Tournois de la triple couronne |

### Titres
| Saison    | Nom du tournoi             | Lieu       | Finaliste                   | Score | Tableau |
| 2017-2018 | Jeux asiatiques en salle   | Achgabat   | Hossein Vafaei              | 4-2   |         |
| 2018-2019 | Masters de Macao           | Macao      | Perry, Anda, Williams et Fu | 5-1   | Tableau |
| 2021-2022 | Championnat du Royaume-Uni | York       | Luca Brecel                 | 10-5  | Tableau |
| 2021-2022 | Masters d'Allemagne        | Berlin     | Yan Bingtao                 | 9-0   | Tableau |
| 2024-2025 | Q Tour n°3                 | Stockholm  | Craig Steadman              | 4-3   |         |
| 2024-2025 | Q Tour n°4                 | Manchester | Ryan Davies                 | 4-2   |         |
| 2024-2025 | Q Tour n°5                 | Vienne     | Ryan Thomerson              | 4-2   |         |
| 2024-2025 | Q Tour n°6                 | Mons       | Ehsan Heydari Nezhad        | 4-1   |         |
| 2024-2025 | Championnat du monde       | Sheffield  | Mark Williams               | 18-12 | Tableau |

### Finales
| Saison    | Nom du tournoi                    | Lieu       | Finaliste       | Score | Tableau |
| 2013      | Championnat du monde amateur      | Daugavpils | Zhou Yuelong    | 4-8   |         |
| 2015      | Championnat du monde amateur (2)  | Hurghada   | Pankaj Advani   | 6-8   |         |
| 2017-2018 | Challenge Chine - Grande-Bretagne | Shenzhen   | Grande-Bretagne | 9-26  | Tableau |